# Le Pin (Gard)
Le Pin è un comune francese di 341 abitanti situato nel dipartimento del Gard, nella regione dell'Occitania.

## Società

### Evoluzione demografica
Abitanti censiti